# Nisís Varvaroúsa
Nisís Varvaroúsa är en ö i Grekland.   Den ligger i regionen Sydegeiska öarna, i den sydöstra delen av landet, 120 km sydost om huvudstaden Aten.